# Die drei Falken
Die drei Falken ist eine Novelle von Werner Bergengruen, die 1937 in Dresden erschien.

## Inhalt
Kaiser Friedrich II. hat sein Falkenbuch bereits geschrieben. Also handelt die Novelle im Spätmittelalter und zwar in einer mittleren Stadt des Königreichs Neapel.
Angehörige der Bruderschaft der Falkner – Wohlhabende und Edle aus der Stadt und deren ländlicher Umgebung – tragen eine kunstvoll geschmiedete Halskette als Zeichen ihrer Ritterlichkeit und ihrer Sinnesart. Ein Falkenmeister hinterlässt bei seinem Tode weiter nichts als drei wertvolle Falken. Als Erben hat der Verstorbene den Prior des Klosters zum Heiligen Geist, den städtischen Armenpfleger Amerigo della Ripa und einige Verwandte bestimmt. Jede der drei Gruppen – die Kirche, die Armen und die Verwandten – sollen das Geld erben, das die Versteigerung eines der Falken erbringt. Der Falkenmeister hat nur zwei Verwandte – einen unehelichen Sohn und die Ehefrau des verstorbenen legitimen Sohnes. Beide sollen zu gleichen Teilen erben. Die Schwiegertochter hat aber wieder geheiratet und ist an einen geschäftstüchtigen Seidenhändler geraten. Breiten Raum nimmt im Text die Beschreibung der Winkelzüge jenes Seidenhändlers ein, den unehelichen Sohn – Cecco der Hinker heißt er – zu übervorteilen. Das Jungfernkind Cecco verdient seinen Unterhalt als Puppenspieler und Hilfsarbeiter. Nun, als potentieller Erbe, steigt der hinkende Cecco unversehens in der Achtung seiner Mitbürger. Eine geldgierige junge Witwe schließt sich dem Versehrten an. Cecco, für den sich bisher keine Frau interessierte, ist von der unverhofften Wertschätzung angenehm berührt. Bei der Versteigerung, die vom Testamentsvollstrecker Albinelli, einem großen Liebhaber der Jagd mit dem Falken, geleitet wird, bekommen die Kirche und die Armen mehr als den erhofften Teil ihres Geldes. Die Schwiegertochter des Falkenmeisters und ihr Mann, der Seidenhändler, gehen aber leer aus. Denn Cecco, dem das tagelange Gefeilsche um das Erbe zuwider geworden ist, lässt den dritten Falken fliegen und verlässt die Versteigerung. Albinelli lässt den Hinker zurückholen und legt ihm seine Halskette der Falkenbrüderschaft um. Denn Cecco ist ein würdiger Nachfolger seines Vaters.

## Rezeption
- Bourbeck stellt die Tat des jungen Mannes mit dem lahmen Bein heraus: wie Cecco den dritten Falken steigen lässt, als Gleichnis der Freiheit, zu der wir Menschen von Gott bestimmt sind.[4]
- Bänziger umschreibt das Wesen der sich ereigneten unerhörten Begebenheit[5] dieser Novelle wie folgt: Der magische Funke der Liebe springt vom Erbstück auf den Erben, und das Antlitz Ceccos nimmt auf wunderbare Art die Züge des Vaters an.[6]
- In seiner 1966/67 entstandenen Oper Die Falken verwendet der Komponist Josef Schelb (1894–1977) Motive dieser Novelle Bergengruens.